# PSM Makassar
PSM, sigla de Persatuan Sepakbola Makassar, é um time de futebol da Indonésia.
O clube foi fundado em 2 de novembro de 1915 como Makassar Voetbal Bond (MVB). Em 2000 foi campeão do campeonato indonésio de futebol.

## Títulos
- Liga Indonesia Premier Division
  - Campeão: 1999-00
- Perserikatan/Liga Indonesia
  - Campeão (5): 1956–57, 1957–59, 1964–65, 1965–66, 1991–92